# Gamma Ceti
Gamma Ceti (Kaffaljidhmah, 86 Ceti) é uma estrela binária na direção da constelação de Cetus. Possui uma ascensão reta de 02h 43m 18.12s e uma declinação de +03° 14′ 10.2″. Sua magnitude aparente é igual a 3.47. Considerando sua distância de 82 anos-luz em relação à Terra, sua magnitude absoluta é igual a 1.47. Pertence à classe espectral A3V.